# Sonate des trilles du Diable

La Sonate pour violon en sol mineur, plus connue sous le nom de Sonate des trilles du Diable (en italien : Il trillo del diavolo), est une sonate pour violon (accompagnée par une basse continue) composée par Giuseppe Tartini (1692–1770). Cette pièce est réputée être très difficile techniquement, même avec les techniques de violon actuelles.

## Structure
Le morceau est structuré en trois mouvements :
- Larghetto affettuoso, à 12/8. Il expose le thème principal de la sonate, qui représente le thème de base sur lequel sont construits les autres mouvements. Le mouvement a une structure très simple et linéaire, à l'exception de quelques accords et de quelques trilles ;
- Allegro, à 2/4. C'est la première variation sur le thème du larghetto. Il a une structure beaucoup plus complexe par rapport au mouvement précédent ;
- Andante-Allegro-Adagio, avec une alternance de 2/4 (Allegro) et 4/4 (Andante, Adagio).

## Histoire de l'œuvre
Dans une anecdote devenue légendaire, Tartini a raconté à l'astronome Jérôme Lalande la genèse de cette sonate : 

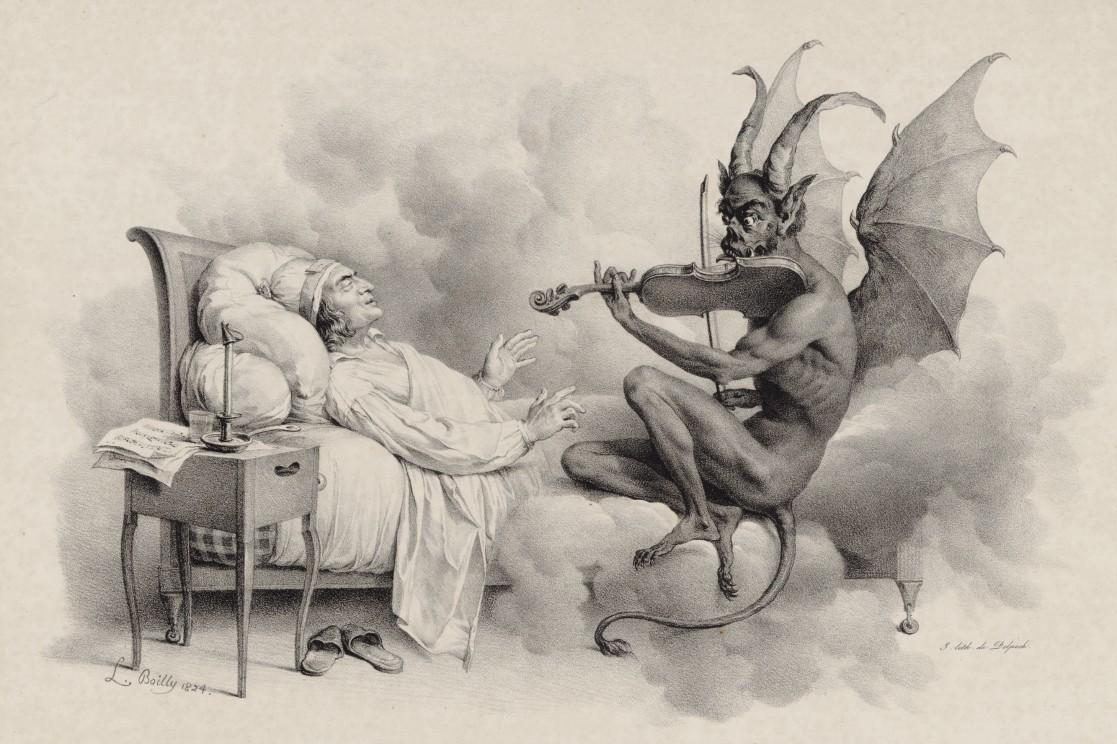
Le Songe de Tartini par Louis-Léopold Boilly (1824).

« Une nuit (en 1713), disait-il, je rêvais que j'avais fait un pacte, et que le Diable était à mon service. Tout me réussissait au gré de mes désirs, et mes volontés étaient toujours prévenues par mon nouveau domestique. J'imaginai de lui donner mon violon, pour voir s'il parviendrait à me jouer quelques beaux airs ; mais quel fut mon étonnement lorsque j'entendis une sonate si singulièrement belle, exécutée avec tant de supériorité et d'intelligence que je n'avais même rien conçu qui pût entrer en parallèle. J'éprouvai tant de surprise, de ravissement, de plaisir, que j'en perdis la respiration. Je fus réveillé par cette violente sensation. Je pris à l'instant mon violon, dans l'espoir de retrouver une partie de ce que je venais d'entendre ; ce fut en vain. La pièce que je composais alors est, à la vérité, la meilleure que j'aie jamais faite, et je l'appelle encore la Sonate du Diable ; mais elle est tellement au-dessous de celle qui m'avait si fortement ému, que j'eusse brisé mon violon et abandonné pour toujours la musique, s'il m'eût été possible de me priver des jouissances qu'elle me procure. »